# Klaus Hubert Görg
Klaus Hubert Görg (* 27. November 1940 in  Düsseldorf; † 13. Januar 2021) war ein deutscher Rechtsanwalt und Wirtschaftsjurist. Er war der namensgebende Partner der Kanzlei Görg Rechtsanwälte mit mehr als 290 Anwälten an fünf Standorten in Deutschland.

## Leben und Leistungen

### Studium und Promotion
Klaus Hubert Görg war der Sohn des Verwaltungsjuristen Hubert Görg. Er studierte Rechtswissenschaften an den Universitäten Marburg, München und Köln. 1959 ist er der katholischen Studentenverbindung V.K.D.St. Rhenania Marburg im CV beigetreten. 1969 wurde er mit der Arbeit Nachträgliche Geltungshindernisse und Leistungsstörungen bei Wettbewerbsvereinbarungen für die Zeit nach der Beendigung des Arbeitsverhältnisses in Köln zum Doktor der Rechtswissenschaften promoviert.

### Karriere
Görg war zunächst als Verbandsjurist tätig. Ab 1972 wurde er als Rechtsanwalt in Köln zugelassen im Fachgebiet des Konkurs- und Vergleichsrechts. Er bearbeitete Verfahren wie die der Pfalz Kredit Bank, des Bankhauses Carl M. Götte, der PHB Weserhütte AG und des Immobilienunternehmers Günther Kaußen. Mit der Änderung des Insolvenzrechts 1999 wurde er Pionier der Eigenverwaltung und setzte die Methode ein bei der Philipp Holzmann AG (2002), der Kirch-Gruppe (2002), der Babcock Borsig AG (2002) und der Agfa Gaevert AG (2004). Er war als Berater bei Firmen wie den Klöckner-Werken, bei der Frankfurter Metallgesellschaft und im Insolvenzverfahren der Heros Unternehmensgruppe sowie der Merckle Unternehmensgruppe.
2009 wurde Görg als Insolvenzverwalter für die Insolvenzverfahren der Arcandor AG, Karstadt Warenhaus GmbH, Quelle GmbH und Primondo GmbH bestellt. Görg und sein Mitarbeiterstab erhielten für diese Tätigkeit vom Amtsgericht Essen eine Vergütung von 32,3 Millionen Euro zugesprochen; gegen die Höhe des Betrags legten sieben Gläubiger Beschwerde bei dem Gericht ein.
Die Kanzlei hat ihren Hauptsitz in Köln. Der Jahresumsatz der Gruppe betrug 2009 rund 54 Millionen Euro. Görg Rechtsanwälte zählt heute zu den größten deutschen Wirtschaftssozietäten.
Görg war unter anderem Mitglied im Deutschen Anwaltverein, dem Deutschen Juristentag und in internationalen Verbänden.

### Privates
Görg lebte in Rösrath bei Köln, war verheiratet und hatte vier Kinder.